# Варшавская школа экономики
Варшавская школа экономики (Высшая коммерческая школа) (пол. Szkoła Główna Handlowa w Warszawie.; английский вариант названия: SGH Warsaw School of Economics) — крупнейшее экономическое учебное заведение в Польше.
Школа основана в 1906 г. как Частные мужские торговые курсы Августа Зелиньского (Prywatne Kursy Handlowe Męskie Augusta Zielińskiego). В социалистический период истории Польши школа именовалась «Главная школа планирования и статистики» (Szkoła Główna Planowania i Statystyki).
В настоящее время в школе обучается более 13 000 студентов; работает около 800 преподавателей. Все учебные корпуса школы расположены в центре Варшавы.
Основные подразделения школы: 5 коллегии (мировой экономики, экономического анализа; социо-экономики; делового администрирования; менеджмента и финансов).

## Известные преподаватели и студенты
- Лешек Бальцерович
- Влодзимеж Вакар
- Анджей Врублевский
- Мацей Гудовский
- Эдвард Дрожняк
- Ежи Лот ректор в 1945—1946
- Михал Калецки
- Гжегож Колодко
- Оскар Ланге ректор в 1952—1955
- Юзеф Олексы
- Веслав Садовский ректор в 1965—1978
- Антони Суйковский ректор в 1929—1931
- Ежи Томашевский
- Ереми Пшибора[3]